# Anıtkabir
Anıtkabir je mauzoleum zakladatele Turecké republiky, Mustafy Kemala Atatürka v Ankaře.

## Popis
Komplex se nachází ve čtvrti Anittepe, kde je dobře viditelné z mnoha míst ve městě. Jeho tvůrci jsou architekti Emin Onat a Orhan Arda, kteří vyhráli soutěž, zadanou v roce 1941 tureckou vládou na vytvoření „monumentálního mauzolea“ pro prvního prezidenta země. Do soutěže se přihlásilo celkem 45 projektů, ten vítězný se vyznačuje antickou strohostí, ostře kontrastující s předrepublikovým osmanským obdobím.
Kromě Atatürka je zde také i pochován İsmet İnönü, druhý prezident republiky, a to od roku 1973. Anıtkabir hlídá čestná stráž, je to místo které navštěvuje mnoho turistů i státníků.